# Gefängnis Badusch
Koordinaten: 36° 24′ 0,6″ N, 42° 57′ 44,6″ O
Das Gefängnis Badusch (arabisch سجن بادوش, DMG Siǧn Bādūš) ist eine Haftanstalt in Badusch bei der irakischen Stadt Mossul. Es liegt nordwestlich von Mossul an der Syria Road etwa 15 km von Mossuls Stadtzentrum entfernt. Die gesamte durch die Gefängnismauer umfriedete Fläche nimmt etwa 50 Hektar ein.

## Geschichte
Nachdem 2006 einem Neffen des gestürzten Staatschef Saddam Hussein die Flucht aus diesem Gefängnis gelungen war, wurden im Dezember 2006 der Gefängnisdirektor und sein Stellvertreter festgenommen.
Anfang 2007 wurden in Badusch 1200 der landesweit gefährlichsten Gefangenen untergebracht. Doch griffen im März 2007 Aufständische auf Befehl von Abu Abdullah ar-Raschid al-Baghdadi das Gefängnis an und verhalfen 140 Personen zur Flucht. Es handelte sich dabei um den bis dahin größten Gefängnisausbruch im Irak seit dem vier Jahre zuvor erfolgten Sturz Saddam Husseins.
Nach der Einnahme Mossuls durch die Kämpfer des Islamischen Staats im Juni 2014 soll es in dem Gefängnis zu einem Massaker gekommen sein. Bis zu 670 Häftlinge seien von IS-Milizen am 10. Juni 2014 umgebracht worden, sagten Zeugen gegenüber der UNO. Bei den Opfern soll es sich um Menschen verschiedener Ethnien, allesamt Nicht-Sunniten, handeln. Sie seien in Lastwagen aus der Stadt gebracht worden. Die Uno nannte die Massenhinrichtung ein „Massaker“.

Seit Juni 2014 sollen sich Hunderte verschleppte Frauen im Gefängnis Badusch befinden, die durch Drohungen gezwungen wurden, zum Islam zu konvertieren.
Im März 2017 wurde das Gefängnis Badusch im Zuge der Schlacht um Mossul von irakischen Streitkräften befreit. Dabei wurde unter anderem auf dem Gelände ein Massengrab mit 500 Toten entdeckt.